# Ђорђе Мано Зиси
Ђорђе Мано Зиси (Будимпешта, 1901 — Београд, 1995) био професор музеологије на Филозофском факултету у Београду, научни саветник Археолошког института и шеф Античког одељења Народног музеја у Београду.

## Биографија
Рођен је 1901. године у Будимпешти. Филозофски факултет у Београду је завршио 1925. године, а потом се, као Хумболтов стипендиста, специјализовао за класичну археологију у Берлину код Герхарта Роденвалта. Од 1928. године почео је са радом у Народном музеју у Београду, где ће остати све до пензионисања 1970. године. Био је члан немачког Археолошког института, Археолошког института у Бечу и добитник Валтровићеве награде 1984. године.

## Научни рад
Зиси се у свом дугогодишњем раду бавио и истраживањем средњовековне уметности и на том пољу дао значајан допринос својим радовима о живопису Дечана и старијим слојевима фресака на Охриду. Учествовао је и руководио ископавањима на локалитетима Стоби, Маргум, Царичин град, Гамзиград, Ремезијана, Наисус и другим. Мање је познато да је писао поезију и да су му прве песме У води и Пролећна романса објављене у Српском књижевном гласнику за 1921. годину. Присни пријатељи Мано Зисија су били песник Момчило Настасијевић и књижевник Рашко Димитријевић, а остало је забележено и његово дружење са уметницима Коњовићем, Добровићем и Бјелићем.
Старешински извештај Комисије за оцену државних службеника 1941. године, о Мано Зисију бележи и ово: Тих, повучен у себе, човек од књиге и унутрашњег живота… као и многи научници, прилично забораван; иначе поуздан.
Познат по открићу парадног шлема-маске, пронађеног у близини Смедерева (лат. Vinceia – Винцеја). Писао је о значењима и улози бронзаних предмета у ширењу римског утицаја и приметио је да се на римском лимесу развија једна чудна, једва романизована интернационала, и у идеологији и у стилу, коју Рим прихвата да не би изгубио дизгине из руку. Шлемови-маске су, по њему, служили репрезентацији римске империјалне моћи.

## Најважнији радови
| - Налаз из Текије - Царичин град, Justiniana prima - Терме крај средње капије субурбиуму Царичина града - Ископавања на Царичином граду - О педесетогодишњици радова на Царичином граду - Нова базилика у Царицином Граду - Ископавања на Царицином Граду 1953 и 1954 године - Ископавања на Царицином Граду 1955 и 1956 године - Стара црква у Смедереву | - Bemerkungen über die altbyzantinische Stadt von Stobi - Дечани - Антика - Studies in the antiquities of Stobi by Stobi Symposium - The antique in the National Museum in Belgrade - Античка бронза у Југославији - Илири и Грци : њихови културни односи у прошлости наше земље на основу археолошког материјала - Studies in the antiquities of Stobi |